# Exeter (Nebraska)
Exeter é uma vila localizada no estado americano de Nebraska, no Condado de Fillmore.

## Demografia
Segundo o censo americano de 2000, a sua população era de 712 habitantes.
Em 2006, foi estimada uma população de 667, um decréscimo de 45 (-6.3%).

## Geografia
De acordo com o United States Census Bureau, a localidade tem uma área de 1,6 km², sem área coberta por água. Exeter localiza-se a aproximadamente 491 m acima do nível do mar.

## Localidades na vizinhança
O diagrama seguinte representa as localidades num raio de 20 km ao redor de Exeter.